# Scorpaena izensis
Scorpaena izensis — риба родини скорпенових. Зустрічається в водах Індо-Вест-Пацифіки: Австралія, Китай, Тайвань, Японії.. Морська субтропічна демерсальна риба, сягає 45 см довжини.